# Des Moines River

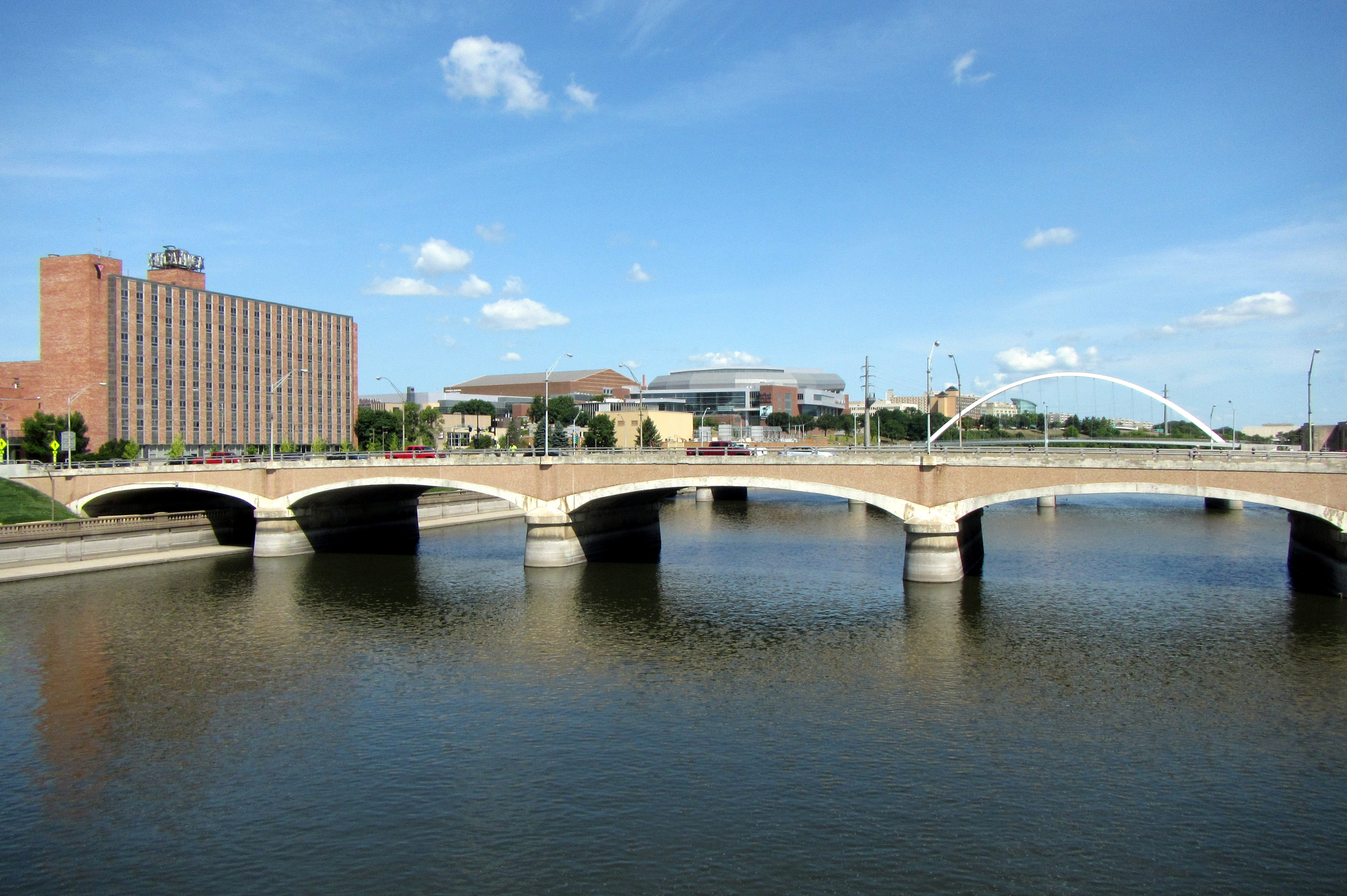
Floden passerar staden Des Moines.

Des Moines River är en ca 840 km lång biflod till Mississippifloden. Den har sina källor i södra Minnesota, dels Lake Shatek, dels Okamanpeedan Lake. De två grenarna går samman ca 8 km söder om staden Humboldt i delstaten Iowa. Des Moines River, som är den längsta floden i Iowa, flyter bl.a. igenom staden Des Moines på sin väg mot Mississippifloden. 
Viktiga biflöden är Boone River och Raccoon River.
Staden Des Moines har fått sitt namn efter floden. Namnet är sannolikt en förvrängning av Miami-Illinoisspråkets moingona, som betecknar de i området förr vanliga gravhögarna ("burial mounds").